# Baize (affluent de l'Orne en rive droite)
Pour les articles homonymes, voir Baize.
La Baize est une rivière française de Normandie, affluent de rive droite de l'Orne (à ne pas confondre avec un autre affluent homonyme du même fleuve côtier, en rive gauche et plus en amont).

## Géographie
La Baize prend sa source au bourg de Habloville, au nord du département de l'Orne, prend une orientation nord-ouest et fait fonction de limite départementale avec le Calvados à partir de Cordey, prenant alors la direction de l'ouest à travers la Suisse normande. Elle se joint aux eaux de l'Orne, entre Les Isles-Bardel et Rapilly après un parcours de 25,7 km.

## Bassin et affluents
Le bassin de la Baize est au nord du bassin direct de l'Orne, que la rivière rejoint à l'ouest. Au nord, le bassin avoisine le bassin de la Laize,autre affluent de l'Orne, et celui de la Dives (par ceux de ses affluents l'Ante et la Gronde notamment) au nord-est.
Aucun des affluents de la Baize ne dépasse 7 km. Les plus longs sont, de la source vers le confluent, la Bilaine (6,3 km, en rive droite entre Cordey et Neuvy-au-Houlme), le Bézeron (6,3 km, en rive gauche entre Bazoches-au-Houlme et Ménil-Hermei) et le Boulaire (5,5 km, en rive droite entre Ménil-Vin et Rapilly).

## Communes traversées
- Habloville (source)

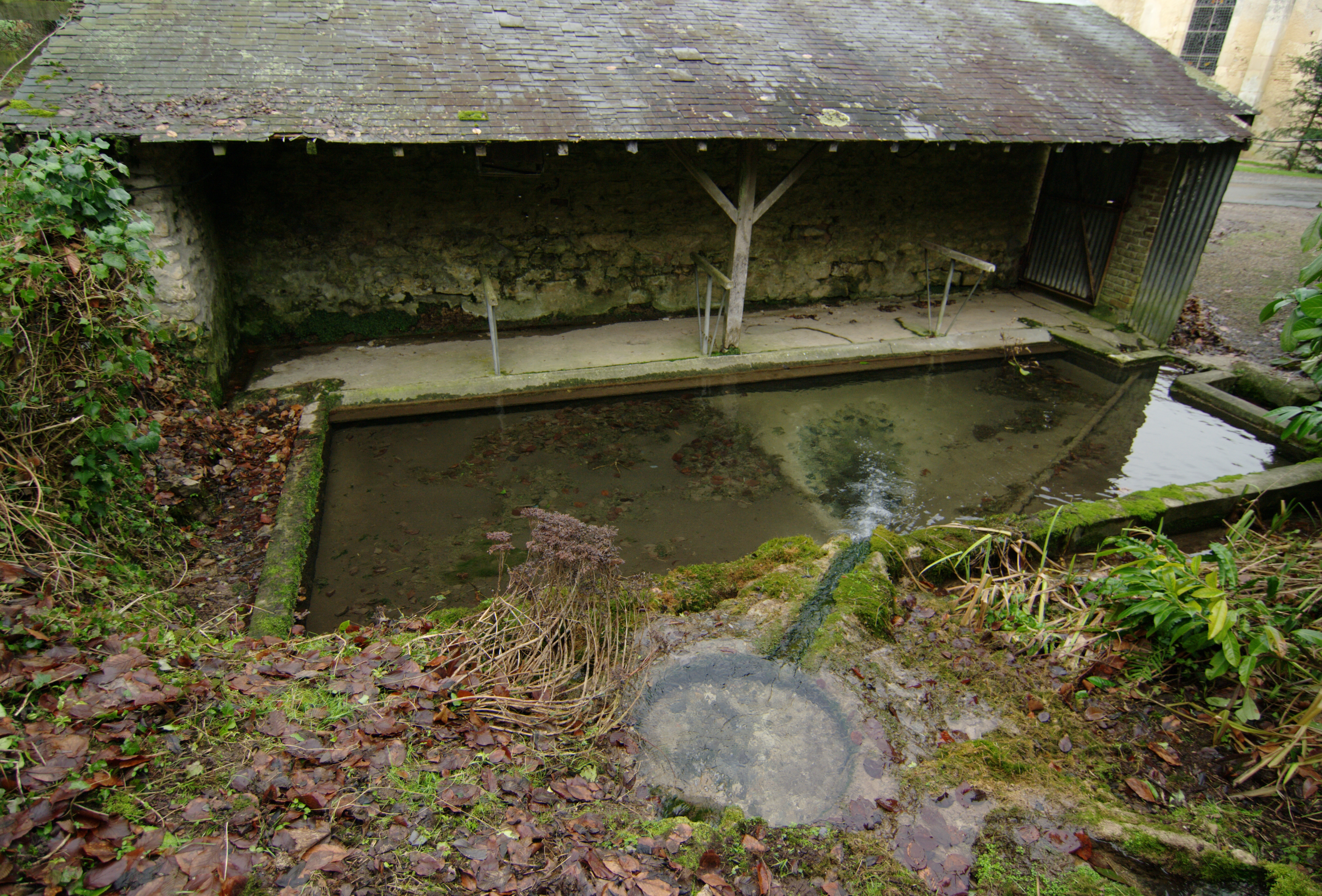
Source de la Baize à Habloville.

- Neuvy-au-Houlme (traverse puis limite)

puis limite entre :
- Bazoches-au-Houlme, Ménil-Hermei et Les Isles-Bardel au sud d'une part,
- Cordey, Saint-Martin-de-Mieux, Fourneaux-le-Val, Les Loges-Saulces, Ménil-Vin et Rapilly au nord d'autre part.

## Vallée de la Baize
- Château des Isles du XIXe siècle, aux Isles-Bardel.
- À proximité, en remontant la vallée du Boulaire : piliers du viaduc ferroviaire du Boulaire (1874) et château de Rapilly du XVIIIe siècle.